# Nền tảng mạng

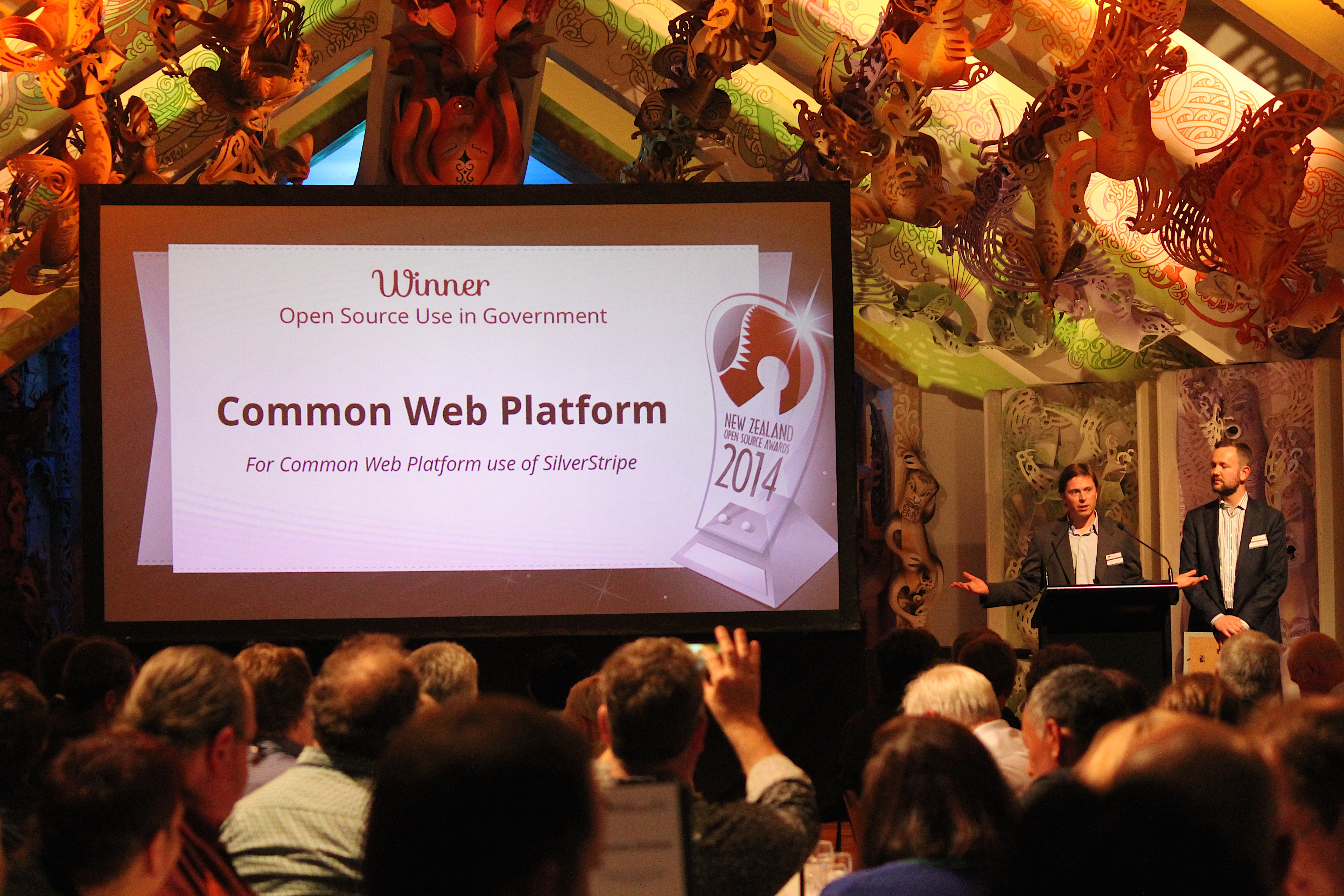
Một diễn đàn về nền tảng mạng

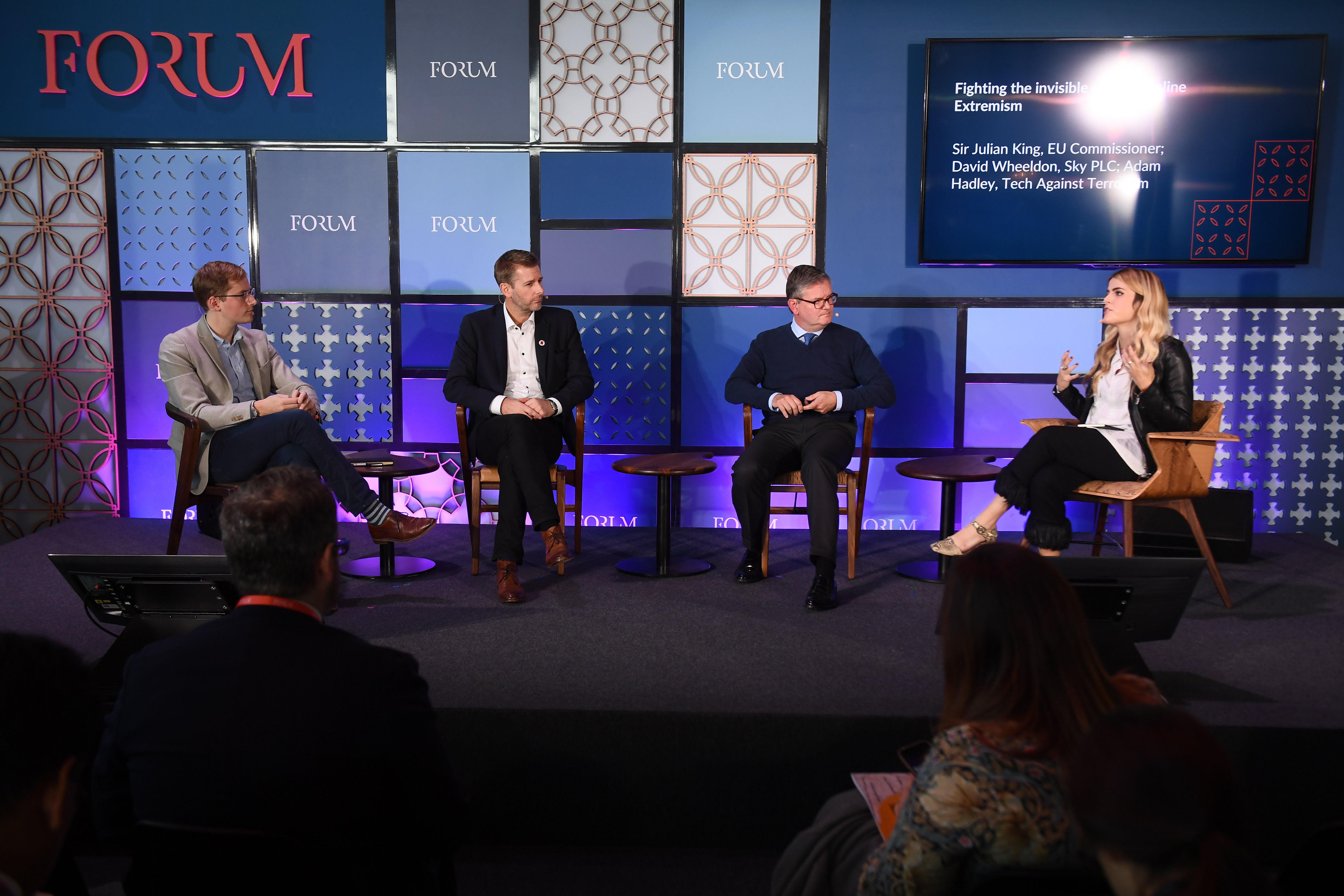
Một hội thảo về nền tảng mạng năm 2018

Nền tảng mạng (Web platform) là một tập hợp các công nghệ được phát triển dưới dạng tiêu chuẩn mở do World Wide Web Consortium (Hiệp hội WWW) và các cơ quan tiêu chuẩn hóa khác như Nhóm làm việc về công nghệ ứng dụng siêu văn bản mạng (WHATWG), Unicode Consortium (Hiệp hội Unicode), Internet Engineering Task Force (Lực lượng Chuyên trách về Kỹ thuật Liên mạng-IETF) và Ecma International (Hiệp hội các nhà sản xuất máy tính châu Âu) thực hiện. Đây là một thuật ngữ hạ vị được World Wide Web Consortium giới thiệu bởi vào năm 2011 và sau đó được Giám đốc điều hành W3C là ông Jeff Jaffe định nghĩa là "một nền tảng cho sự đổi mới, hợp nhất và hiệu quả chi phí".
Việc xác lập Web platform được xây dựng trên nền Evergreen-web (nơi diễn ra các bản cập nhật phần mềm tự động, nhanh chóng, hợp tác với nhà cung cấp, tiêu chuẩn hóa và cạnh tranh) đã cho phép để bổ sung các khả năng mới đồng thời giải quyết các rủi ro về bảo mật thông tin và quyền riêng tư. Ngoài ra, các nhà phát triển được phép xây dựng nội dung có thể tương tác trên nền tảng gắn kết. Nền tảng Web bao gồm các công nghệ—ngôn ngữ máy tính và API—ban đầu được tạo ra liên quan đến việc xuất bản Trang Webs. Điều này bao gồm HTML, CSS, SVG, MathML, WAI-ARIA, ECMAScript, WebGL, Web Storage, Indexed Database API, Web Components, WebAssembly, WebGPU, Web Workers, WebSocket, Geolocation API, Server-Sent Events, DOM Events, Media Fragments, XMLHttpRequest, Cross-Origin Resource Sharing, File API, RDFa, WOFF, HTTP, TLS 1.2, and IRI.